# Велевейский, Станислав
Станислав Адриан Велевейский (пол. Stanisław Adrian Wielowiejski; 1733 — не ранее 1797) — польский и русский военный деятель, генерал-майор (1792).

## Биография
Родился в 1733 году. Выходец из шляхетского рода Велевейских герба Пулкозиц. В 1748 году поступил юнкером в польский драгунский полк. С 1753 года служил в саксонском Карабинерном полку (во времена Польско-саксонской унии), где в 1760 году был произведён в капитаны. Затем снова служил в польской Коронной армии, драгунский полковник (1783).
Принимал участие в боевых действиях против русских войск в 1792 году. Командовал арьергардом во время битвы под Дубенкой, где польской армии нанёс поражение русский военачальник М. В. Каховский. Генерал-майор (10 августа 1792) и кавалер ордена Virtuti Militari.
Во время восстания 1794 года Тадеуш Костюшко, помня о заслугах Велевейского, предложил ему должность главы министерства (департамента) военного обеспечения в своём самопровозглашённом правительстве — Верховном национальном совете. Однако Велевейский не только отказался от этой должности, но и не позволил польским частям, находившимся под его руководством, присоединится к восстанию.
Возможно, этот тот же самый Велевейский, который ещё в 1793 году был принят на русскую службу генерал-майором и весной 1796 года командовал кавалерийской бригадой в армии фельдмаршала А. В. Суворова, штаб-квартира которого располагалась в Тульчине, а бригада Велевейского — в Мурафе. Интересно отметить, что М. В. Каховский служил в той же армии.
Высочайшим приказом от 11 сентября 1797 года был отставлен от службы по собственному желанию «с ношением мундира».